# Ali Zein
Ali Zein Mohamed (arabisk: علي زين محمد; født 14. december 1990) er en egyptisk håndboldspiller for Dinamo București og det egyptiske landshold.
Han repræsenterede Egypten under sommer-OL 2016 i Rio de Janeiro, hvor han sluttede på niendepladsen med det egyptiske landshold.